# Desa Labuhan (administrativ by i Indonesien, lat -6,88, long 112,22)
Desa Labuhan är en administrativ by i Indonesien.   Den ligger i provinsen Jawa Timur, i den västra delen av landet, 600 km öster om huvudstaden Jakarta.